# VdB 71
vdB 71 è una nebulosa a riflessione visibile nella costellazione di Orione.
Si individua nella parte orientale della costellazione, a pochi gradi dal confine con l'Unicorno e a circa mezzo grado a sudovest della stella ξ Orionis, che essendo di quarta magnitudine è ben visibile anche ad occhio nudo. La sua declinazione non è particolarmente settentrionale e ciò fa sì che sia osservabile agevolmente da entrambi gli emisferi celesti, sebbene gli osservatori dell'emisfero boreale siano leggermente più avvantaggiati; il periodo in cui raggiunge la più alta elevazione sull'orizzonte è compreso fra i mesi di novembre e marzo.
La stella responsabile dell'illuminazione dei gas è HD 252680, una stella azzurra di sequenza principale di classe spettrale B2V, con una magnitudine apparente di 9,15. La nebulosa appare nella stessa regione galattica alla nube LDN 873, a sua volta legata fisicamente all'ammasso aperto NGC 2169; quest'ammasso, dell'età di circa 7,7 milioni di anni, contiene alcune stelle di classe B responsabili della ionizzazione dei gas circostanti e dista 1032 parsec, una distanza simile a quella data secondo alcuni studi all'intera regione di Sh2-268, 1140 parsec circa.